# National Rugby League 1928
La New South Wales Rugby Football League de 1928 fue la vigésimo primera temporada del torneo de rugby league más importante de Australia.

## Formato
Los clubes se enfrentaron en una fase regular de todos con todos, los primeros cuatro clasificados disputaron las semifinales por el título.
Se otorgaron 2 puntos por el triunfo, 1 por el empate y ninguno por la derrota.

## Desarrollo

### Tabla de posiciones
| Pos. | Equipo            | Encuentros | Encuentros | Encuentros | Encuentros | Tantos | Tantos | Tantos | Puntos |
| Pos. | Equipo            | PJ         | PG         | PE         | PP         | F      | C      | Dif    | Puntos |
| ---- | ----------------- | ---------- | ---------- | ---------- | ---------- | ------ | ------ | ------ | ------ |
| 1    | St. George        | 13         | 12         | 0          | 1          | 200    | 98     | +102   | 26     |
| 2    | Eastern Suburbs   | 12         | 11         | 0          | 1          | 192    | 116    | +76    | 26     |
| 3    | South Sydney      | 13         | 8          | 0          | 5          | 216    | 152    | +64    | 18     |
| 4    | North Sydney      | 12         | 6          | 0          | 6          | 157    | 149    | +8     | 16     |
| 5    | Sydney University | 13         | 6          | 0          | 7          | 184    | 176    | +8     | 14     |
| 6    | Western Suburbs   | 12         | 4          | 0          | 8          | 174    | 206    | -32    | 12     |
| 7    | Glebe             | 12         | 4          | 0          | 8          | 94     | 149    | -55    | 12     |
| 8    | Balmain           | 13         | 4          | 0          | 9          | 180    | 236    | -56    | 10     |
| 9    | Newtown           | 12         | 1          | 0          | 11         | 112    | 227    | -115   | 6      |

|  | Semifinalistas. |

#### Semifinales
| 7 de septiembre | St. George | 5 - 13 | South Sydney |  |  |

| 7 de septiembre | Eastern Suburbs | 26 - 13 | North Sydney |  |  |

#### Final
| 22 de septiembre | Eastern Suburbs | 5 - 26 | South Sydney |  |  |

| Bandera de Australia |
| Campeón South Sydney |
| Octavo título        |